# Copa Ronchetti
la Copa Ronchetti (inicialmente como Campeonato de Clubes Campeones de Copa de la FIBA, FIBA Women's European Cup Winners' Cup) fue una competición europeas de clubes de baloncesto femenino organizada por la FIBA. Se disputó anualmente entre el 1971 y el 2002. Era la segunda competición europea para clubes de baloncesto femenino, después de la Copa de Europa de los Clubes Campeones Femeninos, actual Euroliga Femenina.
La competición se concibió en 1972 y fue bautizada en 1996 como “Copa Ronchetti” en homenaje a la jugadora de baloncesto italiana Liliana Ronchetti, jugadora de Palermo que murió de una enfermedad incurable a los 45 años.
En 2003, fue sustituida por la Eurocopa.

## Historia
La Copa Ronchetti fue nombrada en honor a la fallecida Liliana Ronchetti, una leyenda del juego femenino en Italia, donde su carrera superior abarcó 26 años. A lo largo de su carrera, Ronchetti representó a Italia en seis torneos de EuroBasket Women, y finalmente vistió la camiseta Azzurre en 83 ocasiones.
A nivel nacional, Ronchetti jugó en Italia y Suiza, logrando un gran éxito en ambos países. Con su primer club, Societa Ginnastica Comense, la base de 1,71 m ganó cuatro títulos italianos consecutivos entre 1950 y 1953. Fue su hazaña con Societa Ginnastica Comense por lo que Ronchetti probablemente es mejor recordada. Además de ganar cuatro títulos con el club, Ronchetti una vez anotó 51 puntos en un partido, un récord femenino italiano que aún no se ha superado. Más tarde, en Suiza jugando para Ri. Ri Mendrisio, Ronchetti ganó otros tres títulos, comenzando en 1967 y terminando en 1969.
Lamentablemente, solo un año después de la retirada en 1974, la vida de Ronchetti fue tomada por el cáncer.
En honor a su contribución al baloncesto femenino, FIBA comenzó un segundo torneo europeo de clubes femeninos que llevaba el nombre de Ronchetti. En 2007, Ronchetti fue incluido en el Salón de la Fama de la FIBA. La Copa Ronchetti fue sucedido por Eurocopa en 2003.

### Liliana Ronchetti y el baloncesto europeo
Liliana Ronchetti comenzó a jugar baloncesto en Como, Italia a la edad de 20 años. Ronchetti, o Lily como era llamada por sus compañeros de equipo, ganó 4 premios nacionales consecutivos con Como en la década de 1950 y jugó 83 partidos para el equipo nacional de Italia.
Un año después de que dejó el baloncesto, Lily murió de cáncer. Su nombre ha persistido a través de la "Copa de Europa Liliana Ronchetti" (rebautizada en 1996 más simplemente "Copa Ronchetti"). Esta competición fue creada por FIBA en 1974 como la segunda competición europea para clubes de baloncesto femenino.

## Palmarés
| Ed.                  | Temporada            | Campeón                | Res.                 | Subcampeón               | Resultados (ida/vuelta) / Sede final |
| Final a dos partidos | Final a dos partidos | Final a dos partidos   | Final a dos partidos | Final a dos partidos     | Final a dos partidos                 |
| -------------------- | -------------------- | ---------------------- | -------------------- | ------------------------ | ------------------------------------ |
| I                    | 1971-72              | Spartak Leningrado     | 170–124              | Voždovac Belgrado        | 84–63 / 86–61                        |
| II                   | 1972-73              | Spartak Leningrado     | 140–92               | Slavia VŠ Praga          | 64–55 / 76–37                        |
| III                  | 1973-74              | Spartak Leningrado     | 128–115              | GAES Sesto San Giovanni  | 68–58 / 60–57                        |
| IV                   | 1974-75              | Spartak Leningrado     | 143–113              | Levski Spartak Sofia     | 64–59 / 79–54                        |
| V                    | 1975-76              | Slavia VŠ Praga        | 141–129              | Industromontaza Zagreb   | 68–51 / 73–78                        |
| Final a un partido   |                      |                        |                      |                          |                                      |
| VI                   | 1976-77              | Spartak Moscú          | 97–54                | Mineur Pernik            | Roma, Italia                         |
| VII                  | 1977-78              | Levski Spartak Sofía   | 50–49                | Slovan ChZJK Bratislava  | Haskovo, Bulgaria                    |
| VIII                 | 1978-79              | Levski Spartak Sofía   | 70–69                | DFS Maritza Plovdiv      | Yambol, Bulgaria                     |
| IX                   | 1979-80              | KK Monting Zagreb      | 82–76                | DFS Maritza Plovdiv      | Pernik, Bulgaria                     |
| X                    | 1980-81              | Spartak Moscú          | 95–63                | KK Monting Zagreb        | Roma, Italia                         |
| XI                   | 1981-82              | Spartak Moscú          | 89–68                | Kralovopolska Brno       | Linz, Austria                        |
| XII                  | 1982-83              | BSE Budapest           | 83–81 (2 t.e.)       | Spartak Moscú            | Mestre, Italia                       |
| XIII                 | 1983-84              | SS Bata Roma           | 69–59                | BSE Budapest             | Budapest, Hungría                    |
| XIV                  | 1984-85              | CSKA Moscú             | 76–64                | SISV Bata Viterbo        | Viterbo, Italia                      |
| XV                   | 1985-86              | Dynamo Novosibirsk     | 81–58                | BSE Budapest             | Barcelona, España                    |
| XVI                  | 1986-87              | TTT Riga               | 84–80                | B.F. Deborah Milano      | Wittenheim, Francia                  |
| XVII                 | 1987-88              | Dynamo Kiev            | 100–83               | B.F. Deborah Milano      | Atenas, Grecia                       |
| XVIII                | 1988-89              | CSKA Moscú             | 92–86                | B.F. Deborah Milano      | Florencia, Italia                    |
| Final a dos partidos |                      |                        |                      |                          |                                      |
| XIX                  | 1989-90              | Parma Primizie         | 150–131              | Jedinstvo Aida Tuzla     | 79–54 / 71–77                        |
| XX                   | 1990-91              | Gemeaz-Cusin Milano    | 152–145              | Como Jersey              | 94–76 / 58–69                        |
| XXI                  | 1991-92              | Vicenza Estel          | 154–136              | Libertas Trogylos Priolo | 78–67 / 76–69                        |
| XXII                 | 1992-93              | Lavezzini Basket Parma | 162–132              | TS Olimpia Poznań        | 91–62 / 71–70                        |
| XXIII                | 1993-94              | Ahena Cesena           | 144–133              | Lavezzini Basket Parma   | 78–65 / 66–68                        |
| XXIV                 | 1994-95              | CJM Bourges Basket     | 112–100              | Lavezzini Basket Parma   | 56–47 / 56–53                        |
| XXV                  | 1995-96              | Tarbes Gespe Bigorre   | 163–126              | Sport Club Alcamo        | 81–63 / 82–63                        |
| XXVI                 | 1996-97              | CSKA Moscú             | 143–113              | Lavezzini Basket Parma   | 72–54 / 71–59                        |
| XXVII                | 1997-98              | Gysev Ringa Sopron     | 142–135              | ASPTT Aix-en-Provence    | 70–65 / 72–70                        |
| XXVIII               | 1998-99              | Sandra Gran Canaria    | 136–133              | Yes Ramat Hasharon       | 72–79 / 64–54                        |
| XXIX                 | 1999-00              | Lavezzini Basket Parma | 127–116              | Sandra Gran Canaria      | 64–60 / 63–56                        |
| XXX                  | 2000-01              | Familia Schio          | 162–143              | Botasspor Club Adana     | 75–73 / 87–70                        |
| XXXI                 | 2001-02              | Familia Schio          | 150–143              | Tarbes Gespe Bigorre     | 73–69 / 77–74                        |